# Ayakum

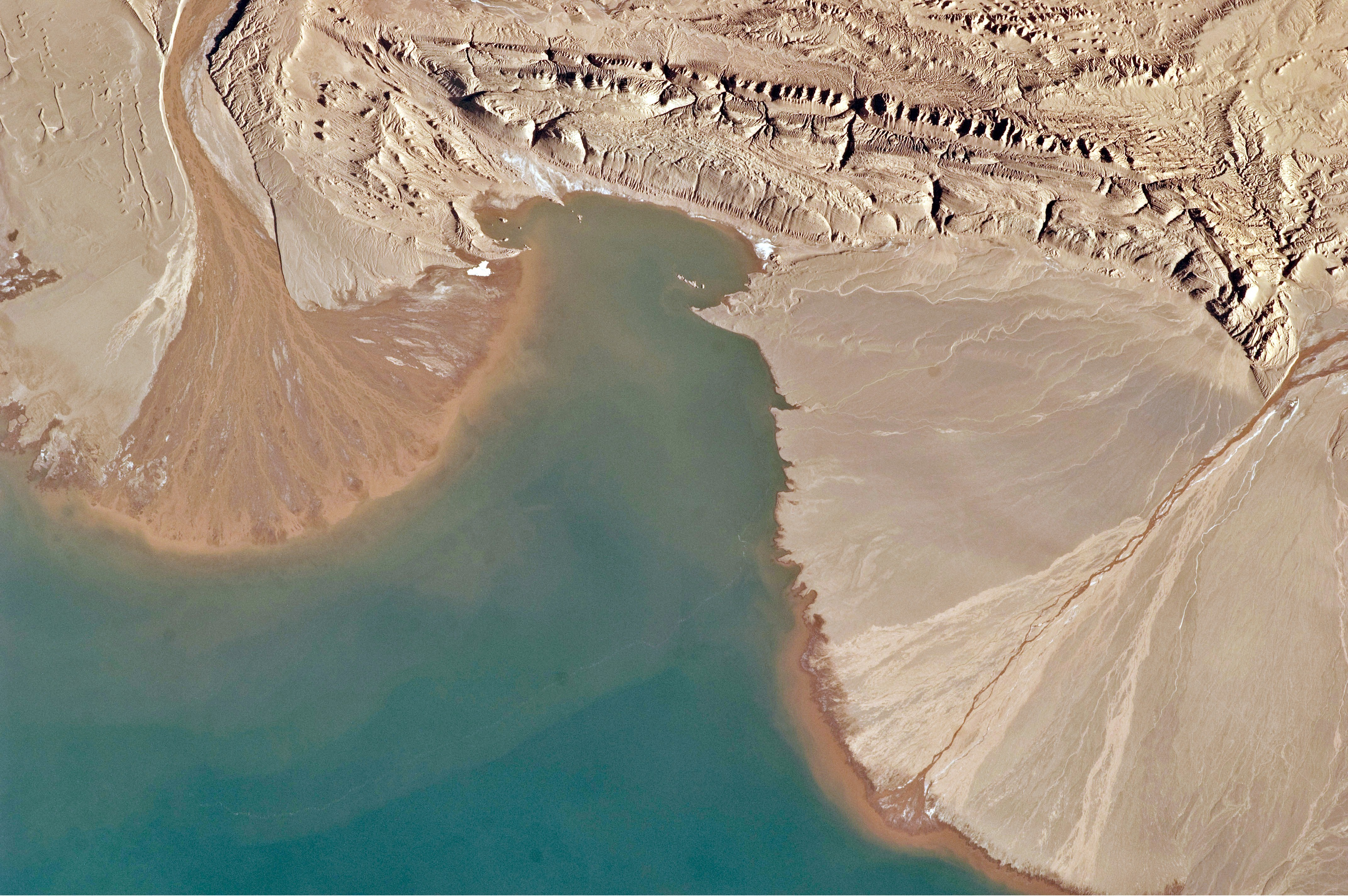
Các vùng châu thổ ở bờ tây nam của hồ Ayakum

Hồ Ayakum（tiếng Uyghur: ئاياققۇم كۆلى / Ayaqqum köli / Ayaⱪⱪum kɵli； nghĩa là "hồ cát bên dưới"), trong tiếng Hán gọi là A Nhã Khắc Khố Mộc hồ (阿雅克库木湖), A Nhã Cách Khố Mộc Khố Lý (阿雅格库木库里), A Nha Khắc Khố Mộc hồ (阿牙克库木湖) nằm tại phía đông nam của huyện Nhược Khương, khu tự trị Duy Ngô Nhĩ Tân Cương, Trung Quốc. Hồ nằm ở chân núi phía nam của dãy núi Qimantag (祁漫塔格山) và nằm trong ranh giới của khu bảo tồn thiên nhiên Altyn-Tagh và là một hồ nước mặn. Hồ Ayakum cũng nằm gần ranh giới phía bắc của cao nguyên Thanh-Tạng, ở phía đông nam của dãy Côn Lôn.. Hồ Ayakum nằm trên độ cao 3 876 mét trên mực nước biển, dài 47,8 km, chiều rộng tối đa là 17,6 km và chiều rộng bình quân là 11,25 km, diện tích của hồ Ayakum là 537,6 km². Độ sâu tối đa của hồ Ayakum là 50 mét và độ sâu trung bình là 10 mét. Hai cong sông Y Hiệp Khắc Mạt Đề (依协克帕提河) và Sắc Tư Khắc Á đổ vào (色斯克亚河) đổ nước vào hồ Ayakum.
Khu vực hồ Ayakum có lượng mưa trung bình năm là 100～200 mm, nhiệt độ trung bình năm dưới 0 °C, nhiệt độ tối cao là 6 °C và nhiệt độ tối thấp là -37 °C, có chênh lệch nhiệt lớn giữa ngày và đêm, cường độ bức xạ mặt trời mạnh mẽ. Trong hồ có nguồn sinh vật phong phú, đồng cỏ tại các đầm lầy quanh hồ là thức ăn của gia súc trong huyện Nhược Khương. Màu nước ngọc lam của hồ Ayakum đang dần bị biến thành màu gỉ sắt do do lớp đất đá trầm tích không ngừng chảy xuống lòng hồ.